# Ом намах Шивая
Ом намах Шивая(вимовляється як «ом намаг шівая») (oṃ namah śivāya санскрит: नमः शिवाय, Каннада: ಓಂ ನಮಃ ಶಿವಾಯ, Малаялам: ഓം നമഃ ശിവായ, Тамільська: ஓம் நம சிவாய, Телугу: ఓం నమః శివాయ, Бенгалі: ওঁ নমঃ শিবায়, Гуджараті: ૐ નમઃ શિવાય, Пенджабі: ਓਮ ਨਮ ਸ਼ਿਵਾਯ Ом. Поклоніння Благому) — одна з найважливіших мантр в індуїзмі. Нарівні з Гаятрі і Махамрітьюмджайа-мантрою є однією з найдавніших мантр індуїзму — вперше зустрічається в Крішна Яджур-веді (Тайттірія-самхіта, 4, 5-6) в гімні «Шрі Рудра-чамакам». Часто називають Панчакшара-мантрою (पञ्चक्षरमन्त्र — мантрою п'ять складів) — na-maḥ-śi-vā-ya. Інша назва — Аґгора-мантра (अघोर मन्त्र — мантра безстрашності). Коли мантра читається разом з «Ом», то тоді вона називається Шадакшара-мантрою — мантрою шести складів.

## Опис
Панчакшара-мантра є основною і найбільш священною мантрою для всіх шкіл Шиваїзму, як минулого, так і сьогодення. Про її сенс і значення написані томи досліджень. Вважається, що в її п'ять складів укладено весь Всесвіт. Існує два основних тлумачення цієї мантри:
- тлумачення  джнани
- тлумачення Бгакті